# The Number of the Beast (노래)
〈The Number of the Beast〉는 영국의 헤비 메탈 밴드 아이언 메이든의 노래이다. 이 곡은 아이언 메이든의 일곱 번째 싱글이자 1982년 그들의 스튜디오 음반의 두 번째 싱글 음반이다. 2005년에 재발매되었고, 1990년에 CD와 12인치 바이닐로 구성된 《The First Ten Years》 박스에서 이전 싱글인 〈Run to the Hills〉와 결합되었다.
1982년 발매되자마자, 이 노래는 미국에서 논란을 일으켰고, 미국에서는 종교 주제가 종교 단체들 사이에서 분노를 일으켰다. 그럼에도 불구하고, 이 곡은 이 밴드의 더 인기 있는 곡들 중 하나로 남아 있으며, 1990년과 2005년에 영국 싱글 차트에서 18위, 그리고 두 번 연속 3위에 올랐다. 그것은 그들의 거의 모든 콘서트 투어에서 공연되었다. 게다가, 이 노래는 여러 번 다뤄졌고 몇몇 비디오 게임과 영화에 출연했다.

## 작곡 및 녹음
이 곡의 작곡가이자 베이시스트이자 밴드 설립자인 스티브 해리스에 따르면, 이 곡은 로버트 번스의 시 《태모섄터》 외에도, 영화 《오멘 2》를 본 후 그가 겪은 악몽에서 영감을 받았다고 한다.
이 곡은 영국 배우 배리 클레이튼이 읽은 구어 구절로 시작되는데, 이 구절은 요한계시록 12장 12절과 요한계시록 13장 18절을 인용한 것이다. 리드 보컬인 브루스 디킨슨에 따르면, 밴드는 원래 빈센트 프라이스에게 소개를 읽어달라고 요청했지만, 프라이스가 25,000파운드 이하의 가격으로 그것을 하지 않자 클레이튼을 고용하기로 결정했다.
이 트랙은 도입부 말미에 매우 길고, 높은 음조의 내막 울림으로 알려져 있으며, 올뮤직은 이를 "녹음 중 가장 피비린내 나는 디킨슨 비명"이라고 묘사하고 있다. 《The Number of the Beast》 음반에 기반을 둔 《클래식 앨범》 다큐멘터리에서, 디킨슨은 몇 시간 동안 계속해서 소개를 부를 것을 강요했던 프로듀서 마틴 버치와의 좌절에서 비롯되었다고 말한다.

## 곡 목록
7인치 싱글
| #  | 제목                        | 작사·작곡     | 재생 시간 |
| -- | --------------------------- | ------------- | --------- |
| 1. | 〈The Number of the Beast〉 | 스티브 해리스 | 4:49      |

| #  | 제목                         | 작사·작곡         | 재생 시간 |
| -- | ---------------------------- | ----------------- | --------- |
| 2. | 〈Remember Tomorrow (Live)〉 | 해리스, 폴 디애노 | 5:26      |

## 참여 인원
아이언 메이든
- 브루스 디킨슨 - 리드 보컬
- 데이브 머레이 - 기타
- 아드리안 스미스 - 기타
- 스티브 해리스 - 베이스 기타
- 클라이브 버 - 드럼

## 인증
| 국가                               | 인증 | 판매량/출하량 |
| ---------------------------------- | ---- | ------------- |
| 영국 (BPI)                         | 실버 | 200,000       |
| 판매량+스트리밍을 기반으로 한 인증 |      |               |